# 哈里·辛登
哈里·辛登（英語：Harry Sinden，1932年9月14日—），加拿大男子冰球运动员，场上位置是后卫。他曾代表加拿大参加1960年冬季奥林匹克运动会冰球比赛，获得一枚银牌。